# Kabinett Gouin

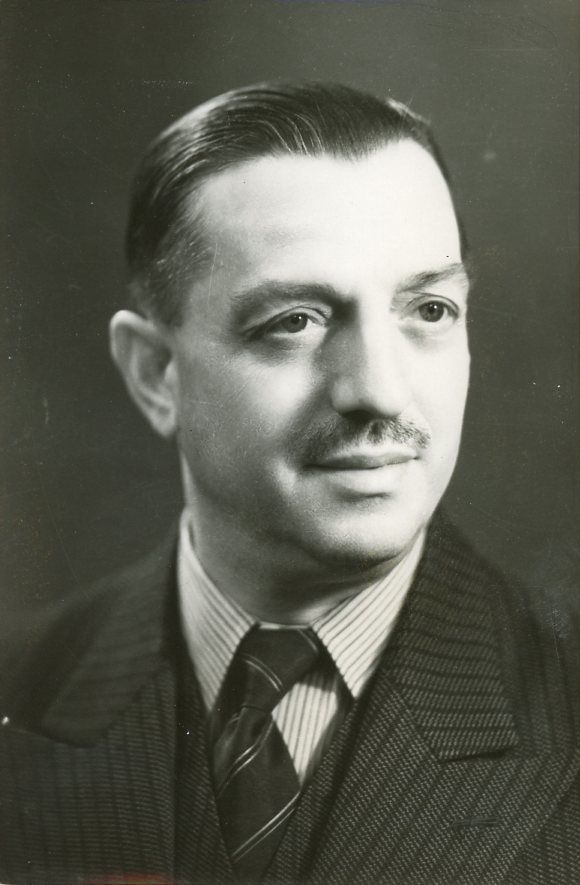
Félix Gouin war 1946 Premierminister

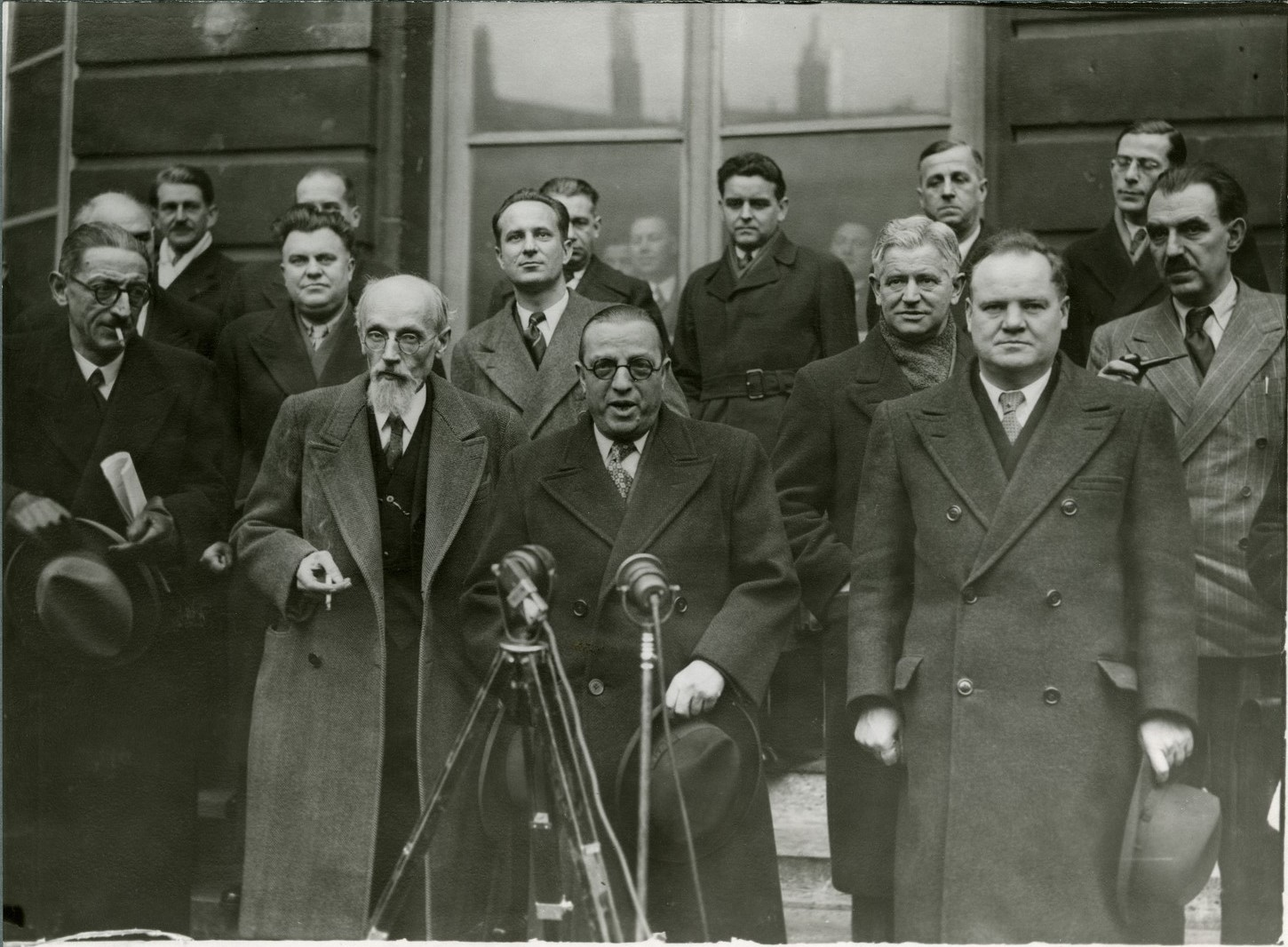
Kabinett Félix Gouin

Das Kabinett Gouin wurde in Frankreich am 26. Januar 1946 von Premierminister Félix Gouin als provisorische Regierung der Französischen Republik gebildet und löste das Kabinett de Gaulle II ab. Am 24. Juni 1946 wurde das Kabinett durch das Kabinett Bidault I abgelöst. Dem Kabinett gehörten Vertreter von Section française de l’Internationale ouvrière (SFIO), Mouvement républicain populaire (MRP), Parti communiste français (PCF) und Parti républicain, radical et radical-socialiste (PRRRS) an.

## Minister
Dem Kabinett gehörten folgende Minister an:
| Amt                                                 | Name                    | Beginn der Amtszeit | Ende der Amtszeit |
| --------------------------------------------------- | ----------------------- | ------------------- | ----------------- |
| Premierminister                                     | Félix Gouin             | 26. Januar 1946     | 24. Juni 1946     |
| Vize-Premierminister                                | Francisque Gay          | 26. Januar 1946     | 24. Juni 1946     |
| Vize-Premierminister                                | Maurice Thorez          | 26. Januar 1946     | 24. Juni 1946     |
| Siegelbewahrer, Justizminister                      | Pierre-Henri Teitgen    | 26. Januar 1946     | 24. Juni 1946     |
| Außenminister                                       | Georges Bidault         | 26. Januar 1946     | 24. Juni 1946     |
| Innenminister                                       | André Le Troquer        | 26. Januar 1946     | 24. Juni 1946     |
| Minister für nationale Verteidigung                 | Félix Gouin             | 26. Januar 1946     | 24. Juni 1946     |
| Minister für die Streitkräfte                       | Edmond Michelet         | 26. Januar 1946     | 24. Juni 1946     |
| Rüstungsminister                                    | Charles Tillon          | 26. Januar 1946     | 24. Juni 1946     |
| Minister für nationale Wirtschaft und Finanzen      | André Philip            | 26. Januar 1946     | 24. Juni 1946     |
| Landwirtschaftsminister                             | François Tanguy-Prigent | 26. Januar 1946     | 24. Juni 1946     |
| Minister für industrielle Produktion                | Marcel Paul             | 26. Januar 1946     | 24. Juni 1946     |
| Minister für nationale Bildung                      | Marcel-Edmond Naegelen  | 26. Januar 1946     | 24. Juni 1946     |
| Minister für öffentliche Arbeiten und Verkehr       | Jules Moch              | 26. Januar 1946     | 24. Juni 1946     |
| Minister für Post, Telegrafie und Telefonie         | Jean Letourneau         | 26. Januar 1946     | 24. Juni 1946     |
| Minister für die Überseegebiete                     | Marius Moutet           | 26. Januar 1946     | 24. Juni 1946     |
| Minister für Arbeit und soziale Sicherheit          | Ambroise Croizat        | 26. Januar 1946     | 24. Juni 1946     |
| Minister für öffentliche Gesundheit und Bevölkerung | Robert Prigent          | 26. Januar 1946     | 24. Juni 1946     |
| Ernährungsminister                                  | Henri Longchambon       | 26. Januar 1946     | 24. Juni 1946     |
| Minister für Wiederaufbau und Stadtplanung          | François Billoux        | 26. Januar 1946     | 24. Juni 1946     |
| Minister für Veteranen und Kriegsopfer              | Laurent Casanova        | 26. Januar 1946     | 24. Juni 1946     |
| Staatssekretär beim Premierminister                 | Gaston Defferre         | 26. Januar 1946     | 24. Juni 1946     |